# Cauberg Cyclocross
De Cauberg Cyclocross of Caubergcross is een veldrijwedstrijd die van 2011 tot en met 2018 jaarlijks werd georganiseerd in de Nederlandse stad Valkenburg aan de Geul. Vanaf het seizoen 2013-2014 behoorde de wedstrijd tot de wereldbeker.
In het seizoen 2017-2018 werden de Wereldkampioenschappen veldrijden op dit parcours verreden, in het weekend van 3 en 4 februari 2018. De opbrengsten hiervan waren onvoldoende om in het seizoen erna weer een wereldbekerwedstrijd te kunnen organiseren.

## Erelijst

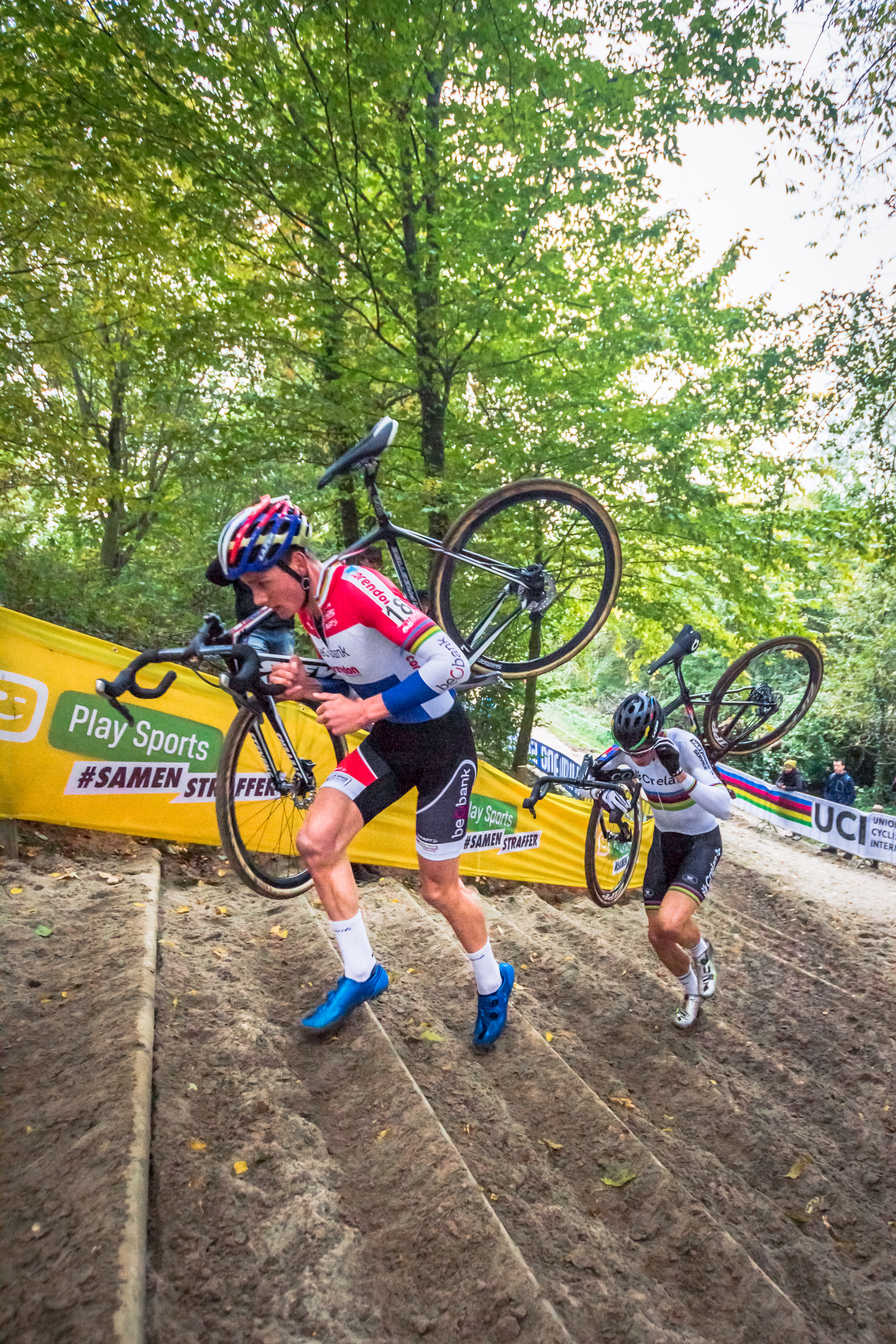
Mathieu van der Poel won in 2016, voor Wout van Aert

### Mannen

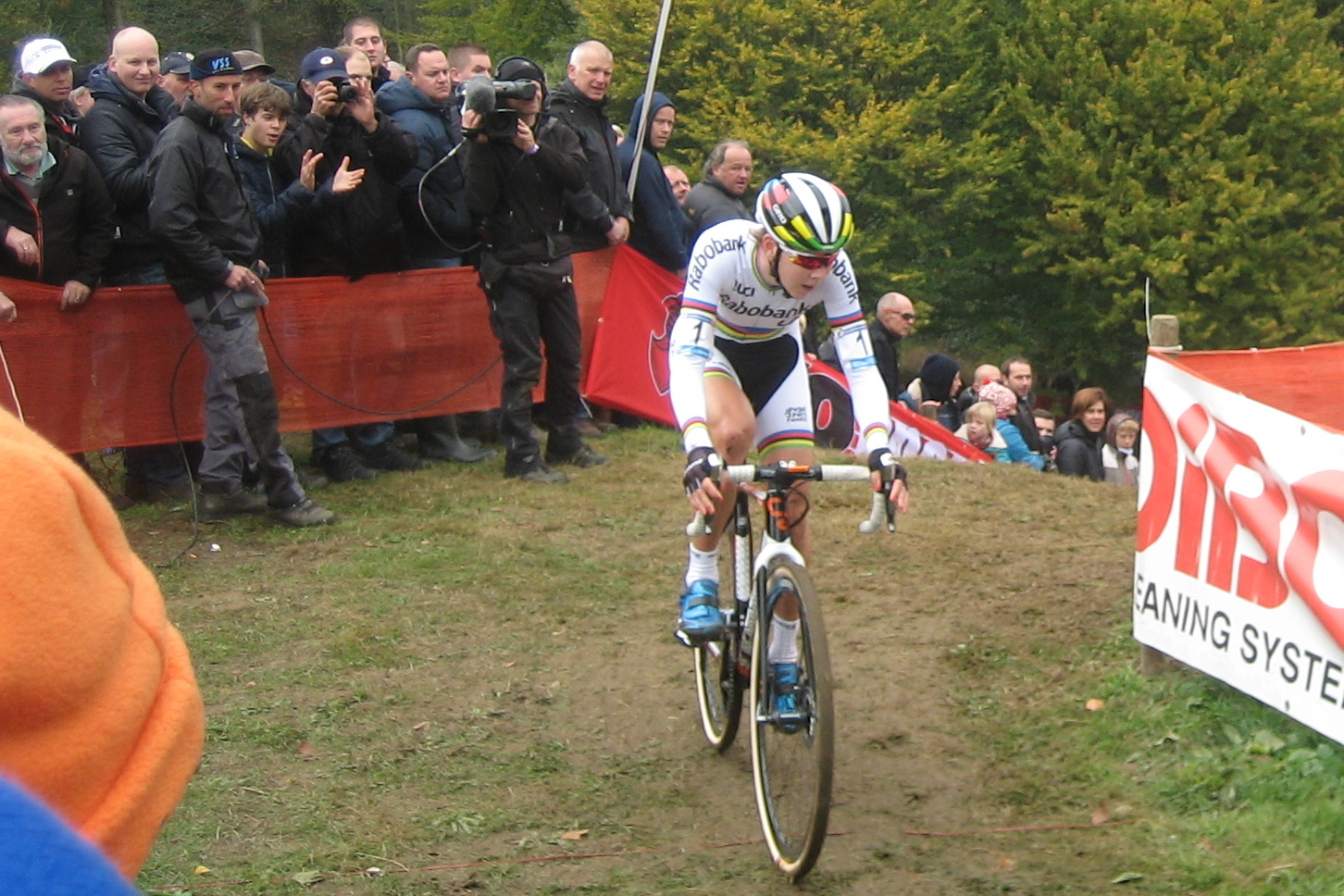
Thalita de Jong onderweg naar winst in 2016

| Datum      | Klassement          | Winnaar              | Tweede                 | Derde                  |
| ---------- | ------------------- | -------------------- | ---------------------- | ---------------------- |
| 04/02/2018 | Wereldkampioenschap | Wout van Aert        | Michael Vanthourenhout | Mathieu van der Poel   |
| 23/10/2016 | Wereldbeker         | Mathieu van der Poel | Wout van Aert          | Michael Vanthourenhout |
| 18/10/2015 | Wereldbeker         | Lars van der Haar    | Wout van Aert          | Sven Nys               |
| 19/10/2014 | Wereldbeker         | Lars van der Haar    | Kevin Pauwels          | Corné van Kessel       |
| 20/10/2013 | Wereldbeker         | Lars van der Haar    | Kevin Pauwels          | Philipp Walsleben      |
| 23/02/2013 | -                   | Martin Bína          | Radomír Šimůnek        | Philipp Walsleben      |
| 18/02/2012 | -                   | Sven Nys             | Klaas Vantornout       | Niels Albert           |
| 19/02/2011 | -                   | Bart Wellens         | Philipp Walsleben      | Niels Albert           |

### Vrouwen
| Datum      | Klassement          | Winnaar           | Tweede               | Derde             |
| ---------- | ------------------- | ----------------- | -------------------- | ----------------- |
| 04/02/2018 | Wereldkampioenschap | Sanne Cant        | Katherine Compton    | Lucinda Brand     |
| 23/10/2016 | Wereldbeker         | Thalita de Jong   | Sophie de Boer       | Sanne Cant        |
| 18/10/2015 | Wereldbeker         | Eva Lechner       | Kaitlin Antonneau    | Pavla Havlíková   |
| 19/10/2014 | Wereldbeker         | Katherine Compton | Helen Wyman          | Sophie de Boer    |
| 20/10/2013 | Wereldbeker         | Marianne Vos      | Katherine Compton    | Nikki Harris      |
| 23/02/2013 | -                   | Ellen Van Loy     | Sabrina Stultiens    | Helen Wyman       |
| 18/02/2012 | -                   | Marianne Vos      | Daphny van den Brand | Nikki Harris      |
| 19/02/2011 | -                   | Marianne Vos      | Sanne van Paassen    | Hanka Kupfernagel |

2011 · 
2012 · 
2013 (februari) · 
2013 (oktober) · 
2014 · 
2015 · 
2016 ·
WK 2018 (februari)